# Julian Rybakowski
Julian Rybakowski (ur. w 1911, zm. 13 września 1944 w Warszawie) – oficer, uczestnik II wojny światowej w szeregach Armii Czerwonej i Wojska Polskiego. Kawaler orderu Virtuti Militari.
Syn Kazimierza Rybakowskiego. Po ataku III Rzeszy na Związek Radziecki został wcielony w szeregi Armii Czerwonej. W czasie walka na froncie odznaczony został Orderem Czerwonej Gwiazdy.
Jako Polak latem 1943 roku został skierowany do armii polskiej utworzonej w Związku Radzieckim. Służbę w armii polskiej rozpoczął w stopniu plutonowego. Za męstwo i umiejętne dowodzenie w czasie bitwy pod Lenino, odznaczony został brązowym medalem „Zasłużonym na Polu Chwały”. 
Następnie wraz z 1 Armią Wojska Polskiego dotarł do Warszawy. Brał też udział w walkach o utworzenie przyczółków na Wiśle. Poległ w czasie walk na warszawskiej Pradze.  Pochowany został na cmentarzu w Olszynce Grochowskiej.

## Ordery i odznaczenia
- Order Czerwonej Gwiazdy
- Medal „Zasłużonym na Polu Chwały”
- Order Virtuti Militari V klasy (pośmiertnie)[3]